# Universidad del Estado del Amazonas
La Universidad del Estado de Amazonas (en portugués: Universidade do Estado do Amazonas: UEA) es una universidad pública brasileña operada por el estado de Amazonas, Brasil, localizado en Manaos, Amazonas, Brasil. Fue establecido en 2001 por una ley estatal que cambió la Universidad de Tecnología de Amazonas (UTAM o Universidade de Tecnologia do Amazonas, en portugués) al UEA. En 2011 la UEA fue clasificado como una de las mejores universidad del estado en una evaluación hecho por el Ministerio de Educación.

## Historia

### Universidad de Tecnología de Amazonas
La Universidad del Estado de Amazonas era  llamada anteriormente de Universidad de Tecnología de Amazonas (en portugués: Universidade de Tecnologia do Amazonas or UTAM). Estuvo establecido por una ley estatal en 14 de diciembre de 1972. Una ley posterior, de 10 de octubre de 1977 cambió la universidad en un instituto, pero quede llamado como universitario.
La creación de UTAM empezado con una política educativa, creado por el Gobierno del Estado de Amazonas, que observado la insuficiencia de técnicos para la industria.
Desde su fundación en 1973, la UTAM tiene ofreció cursos en Ingeniería Operacional (Madera, Mecánico, Electrónico y Electro-técnica), Mantenimiento Mecánico, Construcción Civil, Topografía y la Infraestructura. En 1977, el Ministerio de Educación abolió el curso de Ingeniería Operacional así que los administradores de UTAM empezó para ofrecer cursos de Tecnología en un nivel Superior. En 1986 la UTAM empezó un curso de Ingeniería. El curso de procesamiento de datos empezados en 1992 y el curso de Ingeniería en computación habían sido empezada en 1997.

### Transformación de UTAM a UEA
En 2001 el gobierno de Amazonas firmó una ley que cambió la Universidad de Tecnología de Amazonas para la Universidad del Estado de Amazonas. Tiene 17 campus en 17 ciudades de Amazonas. En 2011 fue una de las mejores universidades de la región norte de Brasil, según un examen del Ministerio de Educación del Brasil, llamado ENADE.

### Nuevo Campus de Iranduba

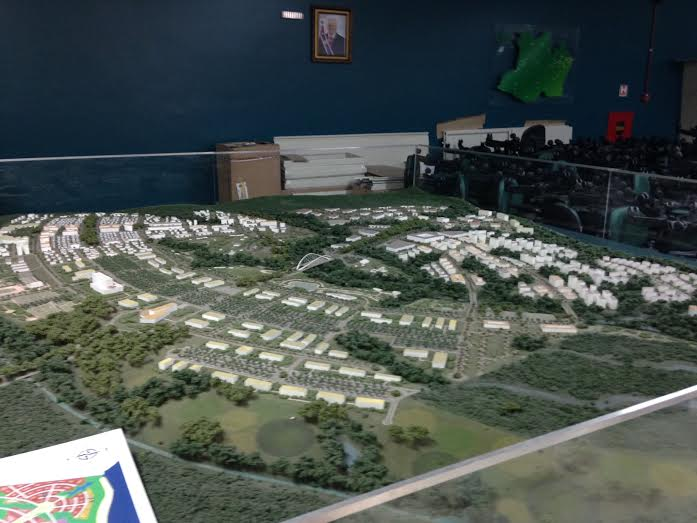
Foto de modelo del proyecto de campus en Iranduda

Con la apertura de la puente Río Negro, el gobierno de Amazonas presentó un proyecto de construcción de la Ciudad Universitaria en municipio de Iranduba, localizado en el otra margen del Río Negro, dentro del área metropolitana de Manaos. La zona reservada es situado a 7 km del puente y tiene 10.000 hectáreas. En 2011 se realizaron los estudios topográficos y después de la terminación de las obras, todos los cursos se transferirá a este nuevo campus. En el proyecto también incluyó un hospital universitario.

## Admisiones de estudiantes
Hay dos formas para introducir en la universidad.
- SIS (Sistema de Ingreso Seriado): Consta de tres exámenes, uno por año de enseñanza de la escuela secundaria. En Brasil, la escuela secundaria toma tres años para ser acabados, también llamados como "Ensino Médio" en portugués.
- Evaluación General (en portugués el nombre del examen de admisión es Vestibular): Está hecho en dos días consecutivos. El primer examen es sobre conocimiento general y el segundo es sobre conocimiento específico en el área seleccionada del candidato. Si hay un empate en la nota del examen, la Universidad toma como uno de los criterio del candidato, la nota del ENEM (una evaluación general en Brasil) y verifica la puntuación más alta.

## Campus
La estructura de UEA está dividida a Escuelas Superiores (localizados en Manaos) y Centro para Estudios.

### Escuelas superiores
- Escola Superior de Tecnologia (Escuela Superior de Tecnología)
- Escola de Normal Superior (Escuela de la Norma Superior)
- Escola Superior de Artes e Turismo (Escuela Superior de Artes y Turismo)
- Escola Superior de Ciências da Saúde (Escuela Superior de Salud y Ciencia)
- Escola Superior de Ciências Sociais (Escuela Superior de Ciencias Sociales)

El campus en Manaos tener una área total de 52.073m².

### Centros y núcleos de estudios
- Centro de Estudos Superiores de Itacoatiara (Centro para Estudios Superiores de Itacoatiara)
- Centro de Estudos Superiores de Lábrea (Centro para Estudios Superiores de Lábrea)
- Centro de Estudos Superiores de Parintins (Centro para Estudios Superiores de Parintins)
- Centro de Estudos Superiores de São Gabriel da Cachoeira (Centro para Estudios Superiores de São Gabriel da Cachoeira)
- Centro de Estudos Superiores de Tabatinga (Centro para Estudios Superiores de Tabatinga)
- Centro de Estudos Superiores de Tefé (Centro para Estudios Superiores de Tefé)
- Núcleo de Ensino Superior de Boca do Acre (Núcleo para Estudios Superiores de Boca del Acre)
- Núcleo de Ensino Superior de Carauari (Núcleo para Estudios Superiores de Carauari)
- Núcleo de Ensino Superior de Coari (Núcleo para Estudios Superiores de Coari)
- Núcleo de Ensino Superior de Eirunepé (Centro para Estudios Superiores de Eirunepé)
- Núcleo de Ensino Superior de Humaitá (Núcleo para Estudios Superiores de Humaitá)
- Núcleo de Ensino Superior de Manacapuru (Núcleo para Estudios Superiores de Manacapuru)
- Núcleo de Ensino Superior de Manicoré (Núcleo para Estudios Superiores de Manicoré)
- Núcleo de Ensino Superior de Maués (Núcleo para Estudios Superiores de Maués)
- Núcleo de Ensino Superior de Novo Aripuanã (Núcleo para Estudios Superiores de Nuevo Aripuanã)
- Núcleo de Ensino Superior de Presidente Figueiredo (Centro para Estudios Superiores de Presidente Figueiredo)

## Cursos
Escuela Superior de Tecnología
- Ingeniería civil
- Ingeniería mecánica
- Ingeniería química
- Ingeniería de producción
- Ingeniería de computación
- Ingeniería eléctrica
- Ingeniería de Control y Automatización
- Ingeniería Ambiental
- Meteorología
- Tecnología en Análisis de sistemas
- Tecnología en Automatización Industrial
- Tecnología en Electrónica
- Tecnología en Mecánica
- Tecnología en Procesamiento de datos

Escuela de la Norma Superior
- Ciencias biológicas
- Geografía
- Lengua Portuguesa
- Matemática
- Pedagogía
- Educación Científica
- Educación Científica de la Amazonia - (Estudios de la Fauna y Flora de la Amazonia)

Escuela Superior de Artes y Turismo
- Baile
- Música - Formación de Cantantes
- Música - Instrumentos musical
- Música - Ciencia Musical
- Teatro
- Turismo
- Turismo y Desarrollo social

Escuela Superior de Salud y Ciencia
- Biotecnología
- Salud colectiva
- Enfermería
- Medicina
- Odontología

Escuela Superior de Ciencias Sociales
- Administración
- Público y Seguridad de Ciudadano
- Derecho
- Contabilidad
- Economía
- Ciencias Militares y Seguridad Pública